# Александровский мыс (Севастополь)
Александровский мыс — мыс в Севастополе, первый к востоку от южного защитного мола Севастопольской бухты.

## Название
Топоним происходит от Александровской казематной батареи, которая была построена на мысе в 1845 году по проекту инженер-полковника К. И. Бюрно на месте земляной батареи, сооружённой в июне 1778 года.

## География
Александровский мыс замыкает Севастопольскую бухту с юга, со стороны открытого моря. Мыс отделяет Александровскую бухту от Мартыновой бухты. До сооружения ограждающих молов Александровский мыс был южным входным для мола Севастопольской бухты.
С восточной стороны мыса находится 57-й яхт-клуб Черноморского флота России, старейший яхт-клуб Севастополя, основанный в 1809 году.

## Ссылка
- Александровский мыс «Wikimapia»